# Олександріна Тинне
Олександріна «Олексіна» П'єтернелла Франсуаза Тинне (17 жовтня 1835, Гаага, Нідерланди, — 1 серпня 1869, Османська Триполітанія) — голландська мандрівниця по Африці. Перша й єдина жінка, яка організувана експедицію з метою відкриття та дослідження невідомих територій в Африці. Стала відомою завдяки дослідницькій праці.

## Молоді роки
Народилася у заможній сім'ї, яка за часів наполеонівських воєн покинула Голландію й опинилася в Англії. Її батько Філіп Фредерік Тинне був заможним комерсантом. У 1844 році він помер, залишивши доньці величезний спадок.
Олександріна мала гарну освіту. Кошти це дозволяли. Причиною початку її подорожей стало нещасливе кохання. Вона здійснила декілька поїздок до Норвегії, Італії, Османської імперії.
У 1860 році Олександріна разом з матір'ю баронесою Генрієттою Марією Луїзою Ван Капеллен-Тинне та тіткою Адріаною ван Капеллен вперше опинилася у Єгипті. Тут вони піднялися вгору по Нілу до Гондокоро (біля нинішньої Джуби в Південному Судані). Під час цієї подорожі у Тинне й виникла ідея організувати експедицію для пошуків витоків Нілу.

## Подорожі

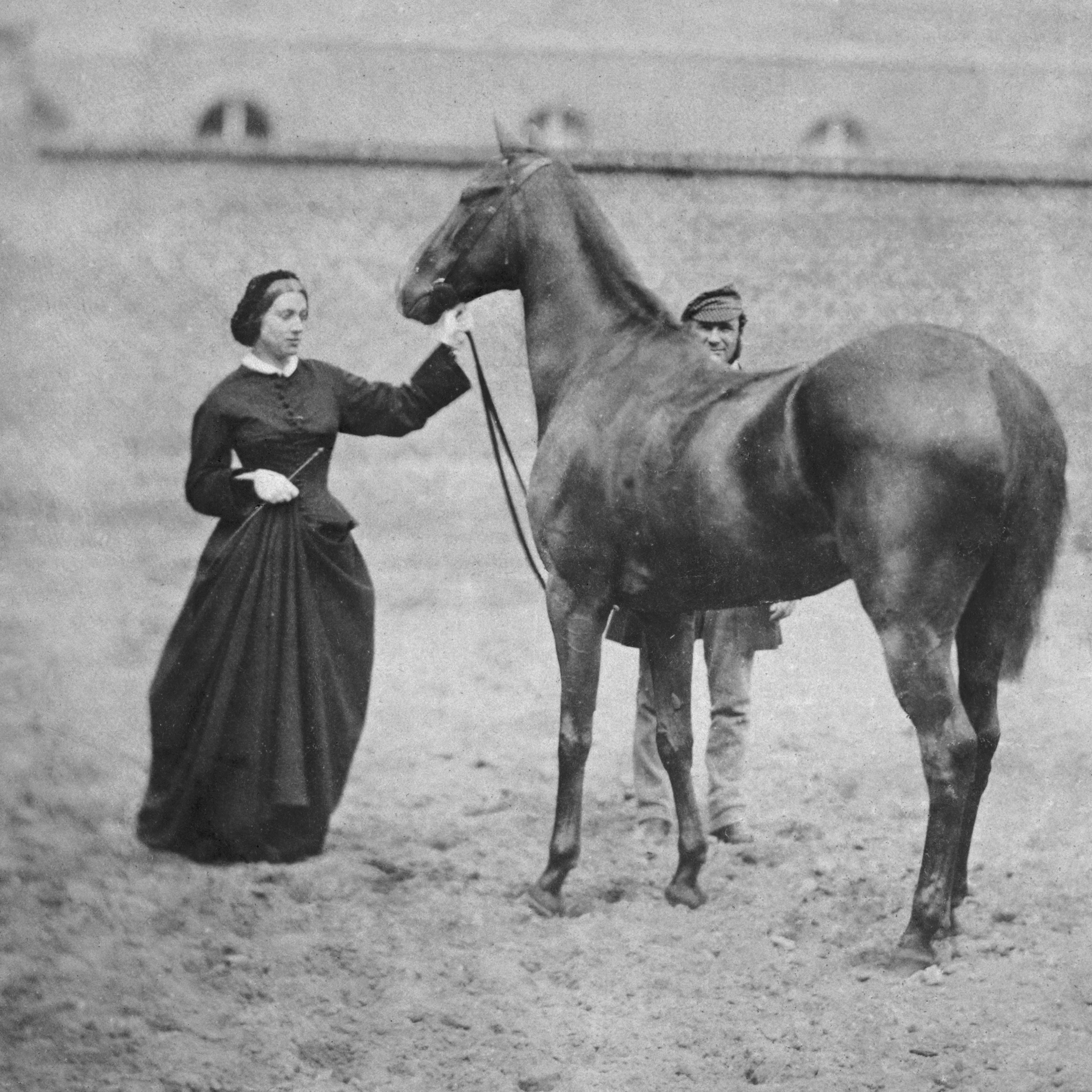
Олексіна Тинне 1860 року

У липні 1861 року Тинне разом з матір'ю і тіткою знову прибули до Єгипту. 9 січня 1862 року експедиція розпочалася. Спочатку вона попрямувала у верхів'я Нілу — до району Бахр-ель-Газаль. Хартум став першим етапом подорожі. У травні того ж року Тинне продовжила свій шлях по течії Нілу. На цьому шляху вона дослідила річку Собат — праву притоку річки Ніл. Піднявшись уверх Олександріна досягла межі судоходності. Після цього експедиція 8 днів йшла по суходолу. 30 вересня 1862 року Тинне досягла Гондокоро. Після цього попрямувала на південь. Але почалися хвороби, тому експедиція повернулася до Хартума. Тут Тинне зустрілася з орнітологом Теодором фон Хейгліном та дослідником Г. Штейднером. Вони вирішили об'єднати свої зусилля. Разом вирушили у глиб Судану.
Ця експедиція мала пароплав, чотири парусники, багато верблюдів, мулів, коней, амуніції та харчів на 10 місяців. Супроводжували дослідників 200 солдатів й слуг. Спочатку вийшли з Хартуму Хейглін та Штейднер (25 січня 1865 року), а 2 серпня вирушила й Тинне. Експедиція досить швидко дісталася Білого Нілу й повернула на захід по річці Бахр-ель-Газаль. Потім вони перетнули річку Джур й пройшли далі на південно-захід до країни Н'ям-н'ям (тоді так називали територію за межами Судану). Тинне зробила перші нариси басейнів річок Бахр-ель-Газаль й Джур. Але ж раптом почалися нещастя. Від хвороби, яка перебігала з гарячкою, почергово померли Штейднер, мати та тітка Олександріни. Між тим експедиція вперто просувалася вперед. І тільки хвороба Хейгліна змусила Тинне повернутися до Хартума.
З Хартума через Бербер й Суакін Тинне відбула до Каїру. Тут вона довідалася, що витоку Нілу вже відкрито Спіком і Грантом. Тоді Тинне вирушила до Алжиру (1866 рік) — вона вирішила дослідити територію на схід від озера Чад, а звідти пройти до верхів'я Нілу. З величезними труднощами Тинне добралася через Сахару до Триполі. Звідти у січні 1869 року вона вирушила на південь, намагаючись пройти через країну Борну до верхнього Нілу. Але 1 серпня 1869 року по дорозі з Мурзука (де вона зустріла німецького дослідника Густава Нахтігаля, який саме збирався дослідити гірське плато Тібесті) до Гхаті Олександріну та двох голландських моряків, які її супроводжували, вбили туареги, які вважали, що у залізних місткостях для води мандрівники везли золото.

## Враження про Тинне
Д. Лівінгстон заявив: «Ніхто у моїй думці не стоїть так високого, як голландська міс Тинне, яка після тяжких сімейних прикростей з наполегливістю продовжувала боротися з усілякими труднощами й відмовилася від досягнення мети своєї експедиції тільки після запевнень Спіка й Гранта, що джерело, яке вона шукає, вже відкрито ними».
Т. Хейглін зробив нарис експедиції Олександріни Тинне «Експедиція Тинне в область верхнього Нілу у 1863—1864 роках». Ця праця була видана у 1865 році у м. Гота (Німеччина).